# Стрелка (Тындинский район)
Стре́лка — посёлок в Тындинском районе Амурской области России. Входит в сельское поселение Соловьёвский сельсовет.
Посёлок Стрелка, как и Тындинский район, приравнен к районам Крайнего Севера.

## География
Расположен в 9 км к северу от центра сельского поселения, села Соловьёвск, на автодороге «Лена», в долине реки Джалинда (правый приток реки Уркан, бассейн Зеи).

## Население
| 2002 | 2010 | 2012 | 2013 | 2014 | 2015 | 2016 |
| ---- | ---- | ---- | ---- | ---- | ---- | ---- |
| 0    | →0   | →0   | →0   | →0   | →0   | →0   |
| 2017 | 2018 |      |      |      |      |      |
| →0   | ↗1   |      |      |      |      |      |